# Young Hearts (2024)
Young Hearts (deutsch „Junge Herzen“) ist ein Spielfilm und das Spielfilmdebüt von Anthony Schatteman aus dem Jahr 2024. Das Jugenddrama stellt einen 14-jährigen Jungen in den Mittelpunkt, der sich in seinen gleichaltrigen Nachbarn verliebt. Die Hauptrollen übernahmen die Laiendarsteller Lou Goossens und Marius De Saeger. Die belgisch-niederländische Koproduktion wurde Mitte Februar 2024 bei der 74. Berlinale uraufgeführt. Im Dezember 2024 kam der Film in die belgischen und niederländischen und im Januar 2025 in die deutschen Kinos.

## Handlung
Der 14-jährige Elias wohnt in einer ländlichen Region in Flandern. Seinen Eltern Nathalie und Luk gegenüber zeigt er sich zumeist verschlossen, auch da sein Vater viel mehr mit seiner Musikkarriere als Schlagersänger beschäftigt zu sein scheint. Seine einzige Bezugsperson ist daher sein Großvater Fred, der in der Nähe einen Bauernhof besitzt und gerade den Tod seiner Ehefrau Léonie verarbeitet. Obwohl Elias eine Beziehung mit seiner Klassenkameraden Valerie führt, glaubt er nicht, schon einmal verliebt gewesen zu sein. Dies ändert sich schlagartig, als der gleichaltrige Alexander ins Nachbarhaus einzieht, da sein Vater in der Stadt eine Arbeit bekommen hat.
Alexander wird schnell in die Freundesgruppe von Elias aufgenommen und verbringt mit ihm viele Nachmittage. In der Schule werden beide von älteren Mitschülern gemobbt, Elias aufgrund der Musik seines Vaters und Alexander wegen seiner Homosexualität. Beide kommen sich mit der Zeit immer näher und küssen sich schließlich, doch vor den gemeinsamen Freunden ignoriert Elias Alexander aus Angst vor Ablehnung. Nach einem Streit versöhnen sich beide zwar wieder miteinander, doch ihre Zweisamkeit wird von Valerie bemerkt, die Elias fortan aus dem Weg geht.
Als Alexander Verwandte in seiner Heimatstadt Brüssel besucht, lädt er Elias ein, ihn zu begleiten. Beide verbringen gemeinsame Zeit in der belgischen Hauptstadt und besuchen Alex’ Tante und Onkel, denen er Elias als seinen festen Freund vorstellt. Zurück in der Heimat zeigt sich Elias allerdings immer noch nicht bereit, öffentlich als Paar aufzutreten. Der verletzte Alexander möchte nicht, dass sich Elias für ihn schämt, und schottet sich ab. Als Trotzreaktion besucht Elias mit Valerie eine Kostümparty und küsst sie dort. Auch Alexander küsst später beim Flaschendrehen einen Jungen, was  Elias erzürnt. Vor seinen Freunden leugnet er, schwul zu sein, und macht Alex für sein Gefühlschaos verantwortlich.
Elias flüchtet zu seinem Großvater Fred, der seinen Enkel für ein paar Tage mit in die Ardennen nimmt. Als ihm Elias seine Gefühle für Alexander gesteht, erzählt Fred von seiner verstorbenen Ehefrau Léonie. Er rät seinem Enkel, die Gefühle zuzulassen und zu ihnen zu stehen, weil sie im Leben vielleicht nie wieder kommen werden. Elias sieht sich bestärkt und offenbart seine Beziehung zurück in der Heimat auch seiner Mutter Nathalie, die ihre volle Unterstützung äußert. Später versöhnen sich Elias und Alexander auf einem abendlichen Stadtfest miteinander. Beide küssen sich vor den Augen von Valerie und Luk, der seinen Sohn in den Arm nimmt. Elias schenkt seinem Opa zum Dank später ein selbstgemaltes Bild seiner Großeltern.

## Produktion

### Regie und Drehbuch
„Ich hatte eine ziemlich schwierige Kindheit, da ich mir meiner Sexualität unsicher war. Da ich weder zu Hause noch in der Schule Antworten auf viele Fragen bekam, durchlebte ich einen inneren Konflikt und versteckte mich schließlich vor meinem Umfeld.“

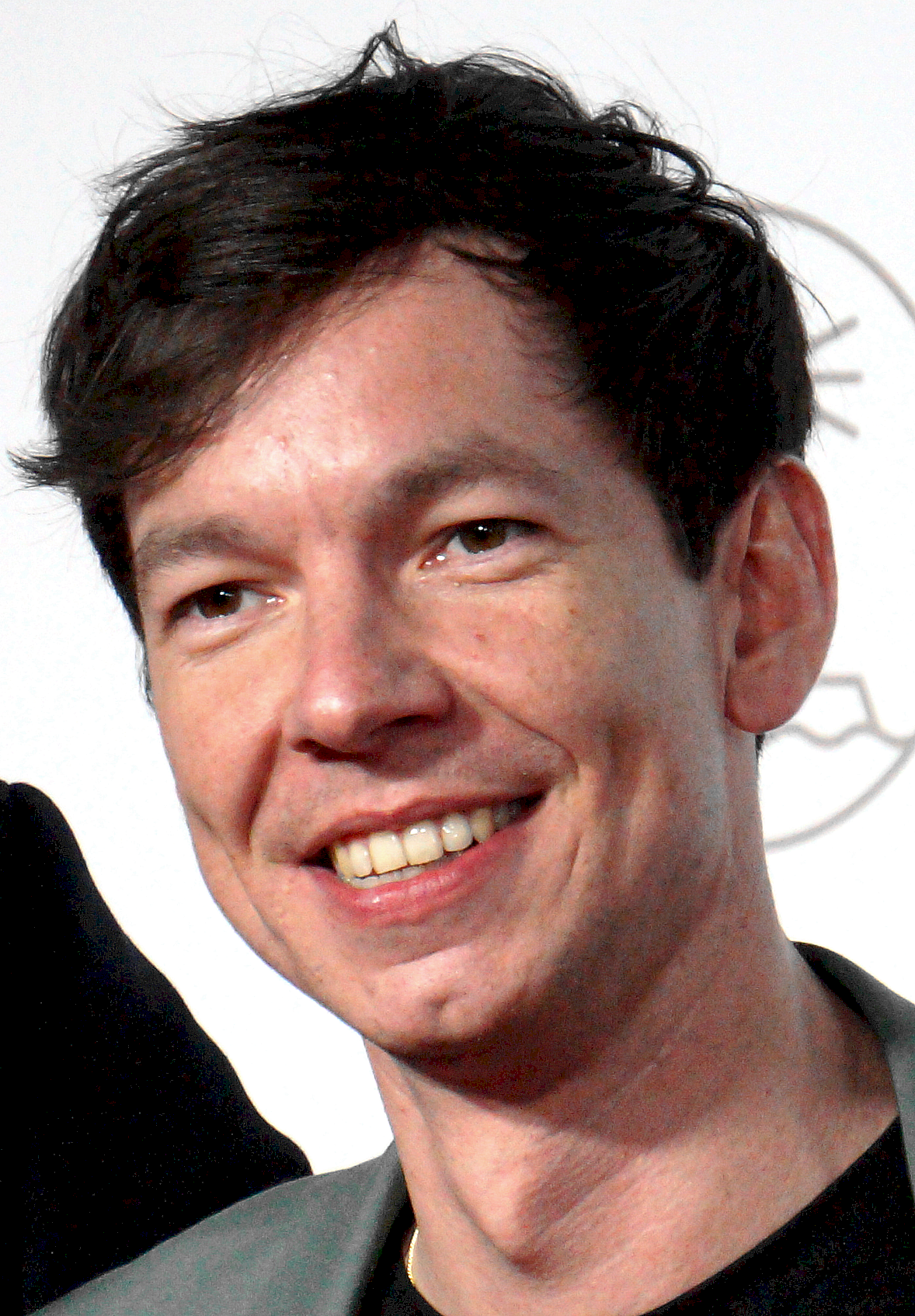
Regisseur und Drehbuchautor Anthony Schatteman

Young Hearts ist das Spielfilmdebüt des preisgekrönten Kurzfilm- und Fernsehregisseurs Anthony Schatteman. Eigenen Angaben zufolge habe er einen Film realisiert, den er selbst gern gesehen hätte, als er noch jung war und wie vernarrt mit seinen eigenen Gefühlen zu kämpfen hatte. Die im Film erzählte Geschichte basiert auf seinem Leben. Schatteman hatte nach eigenen Angaben eine ziemlich schwierige Kindheit, da er sich seiner Sexualität unsicher war. Auch Young Hearts handele von einem Jungen, der nicht weiß, wie er mit seiner aufkeimenden Sexualität umgehen soll.
Es handelt sich um eine Produktion von Xavier Rombaut für die Filmfirma Polar Bear. Als Koproduzenten waren die belgische Gesellschaft Kwassa Films und die niederländische Family Affair Films beteiligt.

### Besetzung und Synchronisation
Für die Hauptrollen der beiden Jungen wurden die im Kino noch unerfahrenen Darsteller Lou Goossens und Marius De Saeger verpflichtet. Zum weiteren Schauspielensemble gehörten Geert Van Rampelberg, Emilie De Roo und Dirk Van Dyck. Jul Goossens, der Bruder von Hauptdarsteller Lou Goossens, spielt auch im Film seinen Bruder Maxime.
Die deutsche Synchronfassung entstand bei der 19 Synchron in Berlin. Dirk Talaga schrieb das Dialogbuch und Alessandro Alioto führte Regie.

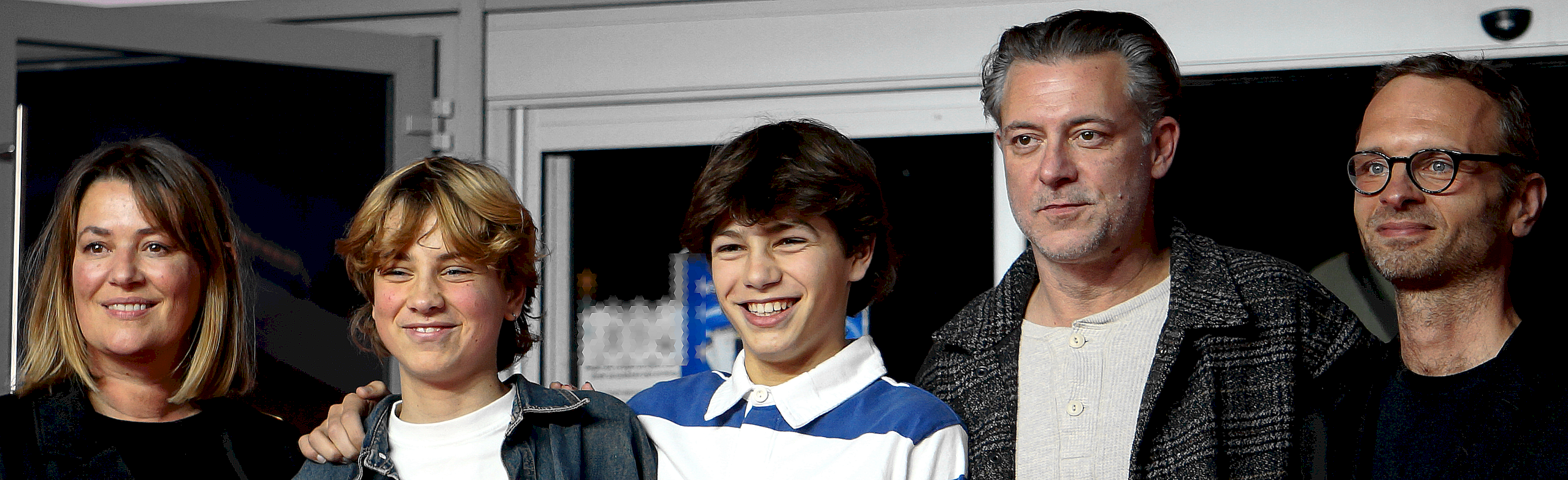
Die Darsteller Emilie De Roo, Lou Goossens, Marius De Saeger und Geert Van Rampelberg im Oktober 2024 beim Film Fest Gent

| Rolle     | Darsteller           | Synchronsprecher |
| --------- | -------------------- | ---------------- |
| Elias     | Lou Goossens         | Melina Witez     |
| Alexander | Marius De Saeger     | Julius Ole Ernst |
| Fred      | Dirk van Dijck       | Hubert Burczek   |
| Lore      | Marie Gevaert        | Smilla Erlebach  |
| Luk       | Geert Van Rampelberg | Patrick Giese    |
| Lukas     | Jill Malfroot        | Luca Hinz        |
| Marc      | Olivier Engelbert    | Armin Schlagwein |
| Matteo    | Samba Thiam          | Thoralf Theusner |
| Maxime    | Jul Goossens         | Rajko Geith      |
| Mieke     | Sam Michiels         | Laurie Spuhl     |
| Pia       | Florence Hebbelynck  | Dorette Hugo     |
| Tony      | Wim Opbrouck         | Marco Kröger     |
| Valerie   | Saar Rogiers         | Hedda Erlebach   |
| Van Daele | Bert Dobbelaere      | Karim Khawatmi   |

### Dreharbeiten und Filmmusik
Der Film wurde im Sommer 2023 in Belgien gedreht. Als Kameramann fungierte Pieter Van Campe.
Die Filmmusik komponierte Ruben De Gheselle. Mitte Dezember 2024 veröffentlichte MovieScore Media das insgesamt 16 Musikstücke umfassende Soundtrack-Album als Download.

### Veröffentlichung
Die Weltpremiere von Young Hearts fand am 17. Februar 2024 bei den Internationalen Filmfestspielen Berlin in der Sektion Generation 14plus statt. Im September 2024 lief Young Hearts im Rahmen des Queer Film Festivals in Deutschland. Ebenfalls im September 2024 wurde der Film beim Vancouver Queer Film Festival vorgestellt, im Oktober 2024 beim Film Fest Gent und beim Montclair Film Festival und Ende Oktober, Anfang November 2024 beim Adelaide Film Festival. Ebenfalls im November 2024 wurde er beim Cork International Film Festival und beim Wiesbadener Exground Filmfest gezeigt. Am 18. Dezember 2024 kam der Film in die belgischen und am darauffolgenden Tag in die niederländischen Kinos. Der deutsche Kinostart erfolgte am 16. Januar 2025. Im Februar 2025 wurde er beim Madi Gras Film Festival gezeigt. Am 14. März 2025 kam der Film in ausgewählte US-Kinos.

## Rezeption

### Kritiken
Von den bei Rotten Tomatoes aufgeführten Kritiken sind alle positiv bei einer durchschnittlichen Bewertung mit 7,6 von 10 möglichen Punkten.
Catherine Bray schreibt in Variety über fehlende emotionale Ehrlichkeit, fehlendes Vokabular für Zuneigung und tief verwurzelte soziale Codes mit denen der Protagonist ringt. Sie stellt heraus, dass Young Hearts sich dadurch auszeichnet, eine differenzierte Erzählung zu finden, die weder spießige Homophobie ausstellt, noch sich an idealisiertem LGBT-Stolz aufhält. Sie beschreibt, dass Elias in einer akzeptierenden, aber immer noch heteronormativen Gesellschaft aufwächst, in der Jungen, die Jungen mögen, nicht die Norm sind. Deshalb ist es schwer für Elias, sich einzugestehen, dass er Alexander liebt.
Esther Buss schreibt in ihrer Kritik für den Filmdienst, Young Hearts sei ist eine herzliche Umarmung des Optimismus. Regisseur Anthony Schatteman zeichne ein romantisches, gewollt geschöntes Bild einer Kindheit und Jugend, und ein Bild, das ihm selbst gefehlt hat, als er jung war und seine Gefühle für Jungs entdeckte.

### Einsatz im Unterricht
Das Onlineportal kinofenster.de empfiehlt den Film ab der 7. Klasse für die Unterrichtsfächer Gesellschaftswissenschaften, Deutsch, Kunst, Ethik und Religion und bietet Materialien zum Film für den Unterricht. Dort schreibt Cila Yakecã, Young Hearts breche mit den erzählerischen Konventionen vieler Coming-out-Geschichten, die Homophobie und innere Konflikte in den Vordergrund stellen. Der Film zeige, dass trotz gesellschaftlicher Fortschritte die Herausforderungen für junge Menschen, ihre Sexualität zu entdecken, weiterhin bestehen. Der Film stelle die Themen Selbstfindung und die Liebe der beiden Jungen positiv dar, wirke aber mit einer unscharfen Konfliktsuche auch sehr zurückhaltend. Die Harmonie zwischen den verschiedenen Figuren und das Fehlen signifikanter äußerer Konflikte könnten durchaus von Zuschauern als idealistisch aufgefasst werden.

### Auszeichnungen
Bei den Internationalen Filmfestspiele Berlin 2024 wurde der Film für den GWFF Preis Bester Erstlingsfilm nominiert. Dort wurde Young Hearts auch für den Teddy Award nominiert. Im Folgenden eine Auswahl weiterer Auszeichnungen und Nominierungen.
Exground Filmfest 2024
- Nominierung im Internationalen Jugendfilm-Wettbewerb[14]

Iris-Preis 2024
- Auszeichnung für die Beste männliche Hauptrolle (Lou Goossens)[24]

Jerusalem Film Festival 2024
- Nominierung als Bester internationaler Debüfilm (Anthony Schatteman)[25]

Luxembourg City Film Festival 2025
- Special Mention beim School Jury Award (Anthony Schatteman)[26]

Montclair Film Festival 2024
- Auszeichnung mit dem Publikumspreis – World Cinema (Anthony Schatteman)[27]

San Francisco International LGBTQ+ Film Festival 2024
- Lobende Erwähnung – First Feature (Anthony Schatteman)[28]

Seattle International Film Festival 2024
- Nominierung im New Directors Competition (Anthony Schatteman)
- Special Jury Mention im New Directors Competition  (Anthony Schatteman)
- Nominierung für den Youth Jury Prize for Best Futurewave Feature (Anthony Schatteman)[29]

Seville European Film Festival 2024
- Auszeichnung mit dem Future Film Lovers’ Award (Anthony Schatteman)[30]